# Arctodiaptomus bacillifer
Arctodiaptomus bacillifer is een eenoogkreeftjessoort uit de familie van de Diaptomidae. De wetenschappelijke naam van de soort is voor het eerst geldig gepubliceerd in 1885 door Koelbel.